# Maurice Colrat
Pour les articles homonymes, voir Colrat.
Maurice Colrat de Montrozier, né le 23 septembre 1871 à Sarrazac (Lot) et mort le 4 mars 1954 dans le 16e arrondissement de Paris (Seine), est un avocat et homme politique français durant la Troisième République.

## Biographie

### Famille

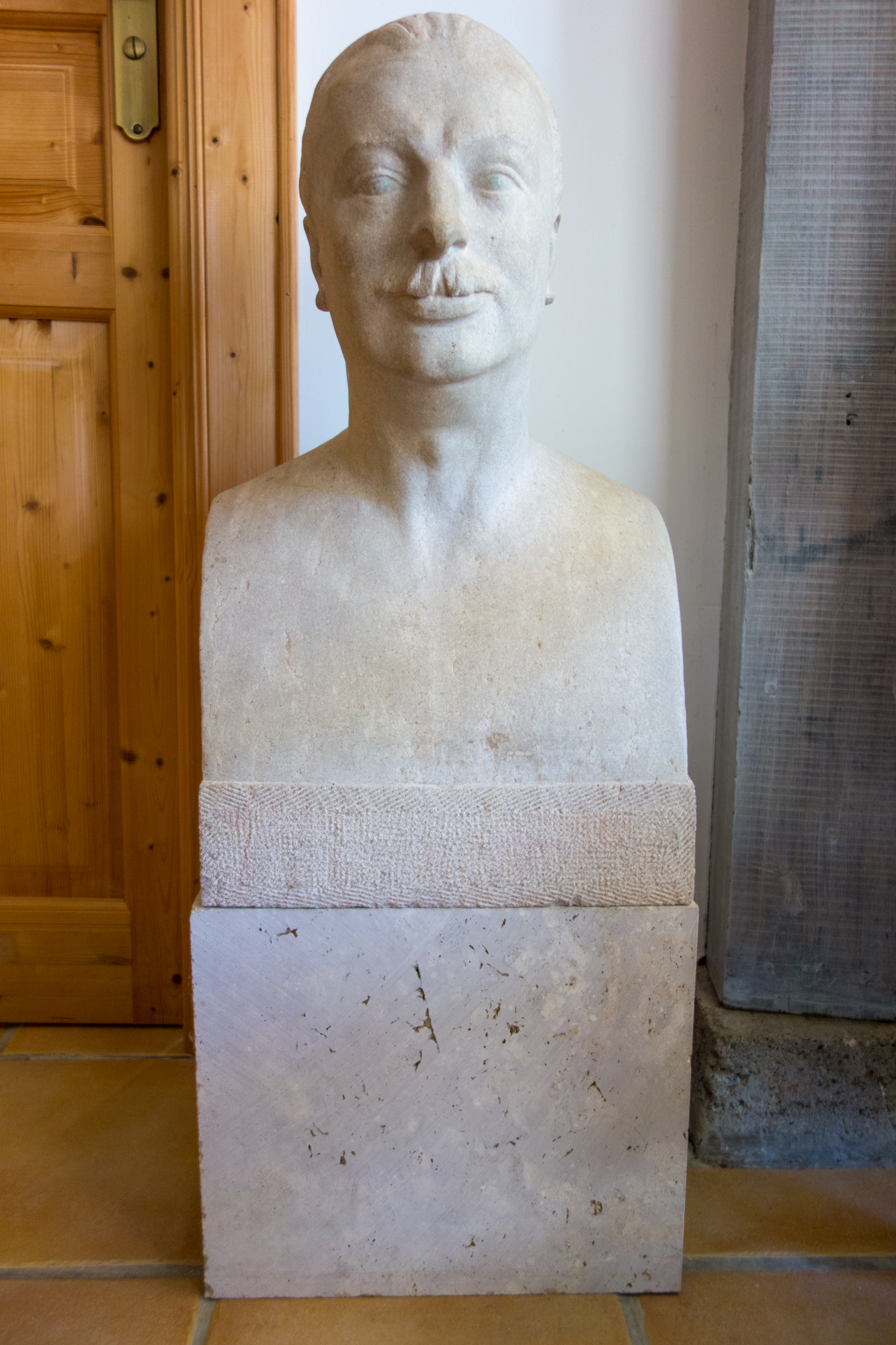
Le buste de Maurice Colrat de Montrozier par Madeleine de Lyée de Belleau en 1923.

Jean Charles Maurice Colrat, naît le 23 septembre 1871 dans le village de Muzac de la commune de Sarrazac (Lot) du mariage de Paul Colrat, ingénieur des mines de Firmy près Decazeville (Aveyron) et de Madeleine Doutres, sans profession,.
Le 15 janvier 1902 à Seclin, il épouse Anne Claire Charlotte Delaune, sans profession.

### Formation
Maurice Colrat fait ses études secondaires au lycée de Rodez, puis à Paris, au collège des Jésuites de la rue de Vaugirard,. 

### Carrière professionnelle
Avocat à la Cour de Paris, il plaide peu et s'occupe surtout de politique et de journalisme. Il est président de la Conférence Molé en 1905. Il est à l'origine de la fondation de l'Union républicaine et démocratique, en 1899, et de l'association des classes moyennes, en 1909. En 1910, il prend la direction du journal L'Opinion et devient une figure en vue de la presse parisienne. Pendant la Première Guerre mondiale, il sert à l’état-major central, tout en continuant à diriger L'Opinion.
Après sa défaite électorale en 1928, il reprend ses activités de journaliste, à L'Opinion, mais aussi en collaboration avec de nombreuses revues. Pendant les années terribles de 1940 à 1944, Colrat collabore à La Revue universelle et appuie le maréchal Pétain. Sans cesser d'être libéral, il est de plus en plus influencé par Maurras et par Bainville.
Il est élu membre de la Société académique du Touquet-Paris-Plage le 9 septembre 1935. Il inaugure le 23 juillet 1922 la nouvelle digue du Touquet-Paris-Plage.
Il meurt le 4 mars 1954 dans le 16e arrondissement de Paris à son domicile de l'avenue Bugeaud.

## Fonctions
Maurice Colrat est président de la jeunesse démocratique en 1900, député de Seine-et-Oise de 1919 à 1928, inscrit au groupe de la gauche républicaine démocratique, Sous-secrétaire d'État à l'intérieur du 17 janvier 1921 au 15 janvier 1922 dans le gouvernement Aristide Briand (7), Sous-secrétaire d'État à la présidence du conseil du 15 janvier au 5 octobre 1922 dans le gouvernement Raymond Poincaré (2), ministre de la justice du 5 octobre 1922 au 29 mars 1924 dans le gouvernement Raymond Poincaré (2) et ministre de la justice du 19 au 23 juillet 1926 dans le gouvernement Édouard Herriot (2).

## Distinction
Maurice Colrat est nommé au grade de chevalier dans l'ordre national de la Légion d'honneur en 1912.

## Pour approfondir